# 波耶尼-索爾卡鄉
47°41′N 25°54′E / 47.683°N 25.900°E
波耶尼-索爾卡鄉（羅馬尼亞語：Comuna Poieni-Solca, Suceava），是羅馬尼亞的鄉份，位於該國東北部，由蘇恰瓦縣負責管轄，面積15平方公里，海拔高度430米，2002年人口2,046，人口密度每平方公里136人。